# Niezwykła podróż
Niezwykła podróż (ang. Homeward Bound: The Incredible Journey, 1993) – amerykański film przygodowy wyprodukowany przez Walt Disney Pictures w reżyserii Duwayne’a Dunhama na podstawie powieści Sheili Burnford. Film doczekał się kontynuacji filmu Daleko od domu 2: Zagubieni w San Francisco.

## Fabuła
Psy Shadow i Chance oraz kotka Sassy należą do trójki rodzeństwa – Petera, Jamiego i Hope, którzy uwielbiają swoje zwierzęta. Kiedy jednak ich mama, Laura (Kim Greist), powtórnie wychodzi za mąż za Boba (Robert Hays), dzieci muszą się rozstać z pupilami. Zwierzaki trafiają pod opiekę przyjaciółki rodziny – Kate (Jean Smart). Gdy ona musi wyjechać na kilka dni, zostawia je u znajomego. Zniecierpliwione czworonogi uciekają i wyruszają na poszukiwanie.

## Obsada
- Don Ameche – Shadow
- Michael J. Fox – Chance
- Sally Field – Sassy
- Jean Smart – Kate
- Gary Taylor – Frank
- Virginia Spray – Grace
- Mariah Milner – Molly
- Mary Marsh – Mama Laury
- Jane Jones – Matka Molly
- Don Alder – Ojciec Molly
- Robert Hays – Bob Seaver
- Kim Greist – Laura Burnford-Seaver
- Woody Eney – Mark
- Ted D'Arms – Vet
- Mark L. Taylor – Oficer Kirkwood
- Veronica Lauren – Hope Burnford
- Rich Hawkins – Strażnik leśny
- Kevin Chevalia – Jamie Seaver
- Anne Christianson – Asystentka sztabu poszukiwawczego
- Nurmi Husa – Dostawca żywności
- David MacIntyre – Foote
- Kit McDonough – Strażniczka leśna
- Nicholas Mastandrea – Hal
- Glenn Mazen – Pastor
- Janet Penner – Matka Boba
- William Phipps – Quentin
- Dorothy Roberts – Nauczycielka Petera
- Frank Roberts – Ojciec Laury
- Jesse Merz – Student
- Benj Thall – Peter Burnford
- Peggy West – Nauczyciel Jamiego